# ماريو أند سونيك آت ذا طوكيو 2020 أولمبيك غيمز
ماريو أند سونيك آت ذا طوكيو 2020 أولمبيك غيمز (بالإنجليزية: Mario & Sonic at the Olympic Games Tokyo 2020)، هي لعبة فيديو يابانية، تم تطويرها ونشرها شركة سيغا، صدرت اللعبة في الأسواق اليابانية سنة 2019، وسيتم إصدار اللعبة سنة 2020 أو السنة القادمة، هذه اللعبة تعمل لمنصتي نينتندو سويتش وصالة الآركيد، وهذه اللعبة مرخصة من اللجنة الأولمبية الدولية ولجنة مشرفي الدورة باليابان.

## روابط خارجية
- ماريو أند سونيك آت ذا طوكيو 2020 أولمبيك غيمز على موقع IMDb (الإنجليزية)